# Монастирське кладовище (Полтава)
Монастирське кладовище — цвинтар у межах Полтавського Хрестовоздвиженського монастиря та на узгір'ї Монастирської гори, біля зупинки Монастирський. Найстаріший із міських некрополів Полтави (перша половина 19 ст.).

## Історія
Монастирське кладовище розташоване у межах Полтавського Хрестовоздвиженського монастиря та на узгір'ї Монастирської гори (у розширених межах існує й дотепер; вул. Нариманівська). Перший цвинтар був на внутрішньому подвір'ї Хрестовоздвиженського монастиря, у склепах самого собору та Троїцької церкви. Знищений, залишилася лише одна могила. Другий цвинтар теж називаюється монастирським, хоча розташований не у монастирі, а під Монастирською горою, між залізницею та річкою Тарапунька.
Тут поховані: 
- онука О.С. Пушкіна М. О. Бикова, її донька і внучата племінниця М. В. Гоголя С. М. Данилевська та інші родичі Пушкіна і Гоголя;
- борці за Радянську владу М. І. Баринов (загинув у 1921 р.) та Г. П. Кондратко (1886-1938);
- майор Червоної Армії Ф. П. Кошеваров (1893-1943).

## Поховані
- Волков Василь Олексійович [4]
- Кірсо Ніна Владиславівна [джерело?]
- Герцик Олександра Олексіївна [5]
- Горобець Павло Матвійович [6]
- Грінченко Володимир Автономович (1900–1948) - український археолог, музейний працівник[7].
- Давидовський Григорій Митрофанович [8]
- Діхтяр Олекса Іванович [9]
- Несвіцький Олександр Олександрович — громадський діяч, лікар[10]
- Шемякін Іван Васильович — важкоатлет, цирковий артист, багаторазовий чемпіон світу з боротьби[11].